# Retschytschany
Retschytschany (ukrainisch Речичани; russisch Речичаны Retschitschany, polnisch Rzeczyczany) ist ein Dorf in der westukrainischen Oblast Lwiw mit etwa 580 Einwohnern.
Am 12. Juni 2020 wurde das Dorf ein Teil der neu gegründeten Stadtgemeinde Horodok im Rajon Lwiw, bis dahin gehörte es mit dem Dorf Lisnowytschi (Лісновичі) zur gleichnamigen Landratsgemeinde im Rajon Horodok.

## Geschichte
Der Ort wurde im 14. Jahrhundert erstmals urkundlich erwähnt. Im Jahr 1515 wurde es als Rzecziczany erwähnt. Der Name ist abgeleitet entweder vom Wort rzeczyca (ehemaliges Flussbett) oder von mała rzeka (kleiner Fluss).
Er gehörte zunächst zum Lemberger Land in der Woiwodschaft Ruthenien der Adelsrepublik Polen-Litauen. Bei der Ersten Teilung Polens kam das Dorf 1772 zum neuen Königreich Galizien und Lodomerien des habsburgischen Kaiserreichs (ab 1804).
Im Jahre 1900 hatte die Gemeinde Rzeczyczany 125 Häuser mit 755 Einwohnern, davon 700 ruthenischsprachig, 29 polnischsprachig, 26 deutschsprachig, 691 griechisch-katholisch, 31 römisch-katholisch, 16 Juden, 17 anderen Glaubens.

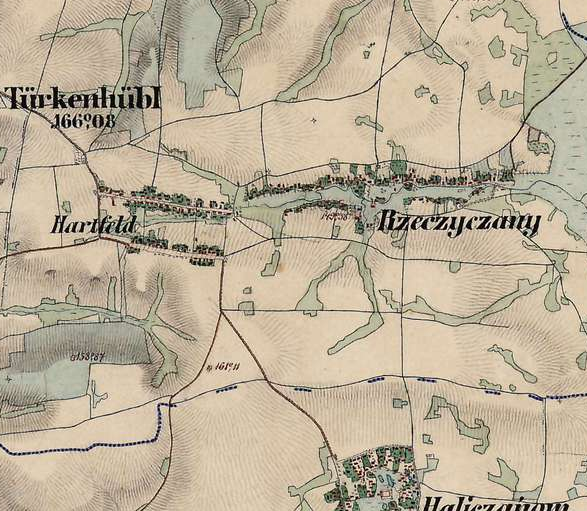
Rzeczyczany und Hartfeld auf der Franziszeischen Landesaufnahme um die Mitte des 19. Jahrhunderts

Nach dem Ende des Polnisch-Ukrainischen Kriegs 1919 kam die Gemeinde zu Polen. Im Jahre 1921 hatte die Gemeinde Rzeczyczany 149 Häuser mit 870 Einwohnern, davon 795 Ruthenen, 69 Polen, 5 Juden (Nationalität), 1 anderer Nationalität, 808 griechisch-katholisch, 56 römisch-katholisch, 5 Juden (Religion), 1 anderer Christ.
Im Zweiten Weltkrieg gehörte der Ort zuerst zur Sowjetunion und ab 1941 zum Generalgouvernement, ab 1945 wieder zur Sowjetunion, heute zur Ukraine.

### Hartfeld
Im Jahre 1783 im Zuge der Josephinischen Kolonisation wurden auf dem Grund des Dorfes deutsche Kolonisten lutherischer Konfession angesiedelt. Die Kolonie wurde Hartfeld genannt und wurde eine unabhängige Gemeinde. Die Protestanten gründeten eine lutherische Pfarrgemeinde in der Evangelischen Superintendentur A. B. Galizien mit den Filialgemeinden Neu-Burschitz, Alt-Jazow, Neu-Kupnowitz, Moosberg und Schumlau. Im Jahre 1814 wurde ein Bethaus erbaut. Im Jahre 1875 gab es in Hartfeld 420 Protestanten und eine Schule.
Im Jahre 1900 hatte die Gemeinde Hartfeld 72 Häuser mit 539 Einwohnern, davon 465 deutschsprachig, 74 ruthenischsprachig, 77 griechisch-katholisch, 39 Juden, 423 anderen Glaubens.
Im Jahre 1921 hatte die Gemeinde Hartfeld 71 Häuser mit 462 Einwohnern, davon 299 Deutschen, 115 Ruthenen, 29 Polen, 19 Juden (Nationalität), 298 evangelisch, 116 griechisch-katholisch, 29 Polen, 19 Juden (Religion).
Am 24. Mai 1939 wurde der Name Hartfeld auf Turczyn geändert.

## Persönlichkeiten
- Oskar Wagner (1906–1989), deutscher evangelischer Theologe und Kirchenhistoriker